# Підлісник європейський
Підлі́сник європе́йський (лат. Sanicula europaea L.) — рослина родини окружкові.

## Морфологічна характеристика
Багаторічна трав'яниста рослина заввишки 20—50 см. Прикореневі листки пальчасто-роздільні, з трьома-п'ятьма обернено-яйцеподібними дво-, тричінадрізаними пилчастими частками. Обгортка з ланцетних, зубчастих або перистороздільних листочків. Пелюстки блідо-рожеві. Цвіте в червні — липні.

## Умови зростання
Росте в тінистих букових та хвойних лісах на родючих ґрунтах, найчастіше поодинокими екземплярами.

## Використання
В медицині використовується трава (лат. Sanicula herba), що містить сапонін, дубильні й гіркі речовини, ефірну олію, вітамін C, бактерицидні речовини.
В народній медицині підлісник застосовується при кровотечах легенів; листки у вигляді настою — при кашлі, подрібнені листочки вживають як ранозагоювальний засіб, у вигляді присипки — при фурункульозі. Відвар ще вживають при катарах шлунка й кишок.